# Escaler
Os escaleres são embarcações a remo e a vela, onde os a motor denominam-se "Baleieiras" no Brasil, de proa fina ou redonda (caso das baleieiras, mais largas) e popa quadrada. Possuindo de três a seis bancadas, baleieiras tem oito, podendo ser de voga ou de palamenta. Os escaleres de voga são aqueles que possuem dois remos por bancada, já os escaleres de palamenta são aqueles que possuem apenas um remo por bancada. Os escaleres inicialmente eram usados para serviços leves no porto e "salva mares", as baleieiras a motor em ligação de navios, no caso de cabos de abastecimento, quando não cabe o chamado "tiro de ligação e salva", possuindo um casco construído de madeira em um tipo de construção chamado de costado trincado, com as tábuas de madeira sendo colocadas sobrepostas umas as outras. Nos dias atuais, os escaleres tem sido construídos na forma de costado liso, sendo em sua maioria construídos em fibra de vidro, sendo que geralmente os escaleres tem as cores do navio e as baleieiras na cor púrpura para melhor localização. 
Na Marinha do Brasil (Guerra e Mercante) o escaler ou baleieira é um barco tradicional, sendo usado para a formação marinheira, cerimoniais e ultimamente em competições. Desde 2001 é realizado o Circuito Poder Marítimo de Remo Escaler, o que equivale ao campeonato estadual do gênero no Rio de Janeiro. O circuito vem crescendo a cada ano e obtendo cada vez mais participantes, dentre eles podemos destacar algumas Organizações Militares da Marinha, como: Esquadra, Corpo de Fuzileiros Navais do Brasil, Escola Naval, Colégio Naval , Escola de Formação de Oficiais da Marinha Mercante; como também de Grupos Escoteiros do Mar e alguns clubes filiados a Federação de Remo do Estado do Rio de Janeiro (FRERJ), como: Clube de Regatas do Flamengo, Botafogo de Futebol e Regatas e Clube de Regatas Guanabara.
Embora os "Escoteiros do Mar" também utilizem escaleres e baleieiras, idênticos aos da Marinha, possuem uma versão sua típica chamada 'Sea Scout', menor e largo, com três a quatro bancadas, e que chamam de "Escaler-Patrulha" enquanto chamam o modelo tradicional da Marinha do Brasil de "Escaler-Tropa". É comum verificar Grupos de Escoteiros do Mar em diversos países que utilizam embarcações multi uso como o escaler (tropa ou patrulha) para trabalhar os jovens escoteiros nas guarnições a Vela, Remo e Motor simultaneamente. No Brasil os escaleres Patrulha (Sea Scout) eram tradicionalmente de madeira desde a década de 20, mas desde o início dos anos 90 já fabricaram-se 8 modelos em fibra de vidro.